# Saison 2015-2016 de snooker
Navigation
2014-2015 2016-2017
La saison 2015-2016 de snooker est la 48e saison de snooker. Elle regroupe 29 tournois organisés par la WPBSA entre le 7 mai 2015 et le 2 mai 2016.

## Nouveautés
- Le Grand Prix mondial est promu au rang de tournoi classé. Il accueille les trente deux joueurs les mieux dotés de la saison. Ses phases finales se tiennent du 8 au 13 mars à Llandudno, au Pays de Galles, tout comme lors de la précédente édition qui était sous invitation[1].

- Le nombre d'épreuves sur le championnat du circuit asiatique des joueurs est réduit à une seule au lieu de quatre au cours de la saison précédente.

- L'Open d'Inde et le Classique de Wuxi sont supprimés de la tournée.

- La coupe générale a droit à ses propres phases de qualifications.

- Enfin, la quatorzième coupe du monde de l'histoire du snooker a lieu cette saison à Wuxi, en Chine.

## Calendrier
| C = Tournoi classé (professionnel)              |
| M = Tournoi classé mineur (professionnel)       |
| NC = Tournoi non classé (professionnel)         |
| A = Tournoi alternatif (professionnel)          |
| TE = Tournoi par équipes (professionnel)        |
| P/A = Tournoi pro-am (professionnel et amateur) |
| TS = Tournoi seniors (professionnel)            |

| Dates (mois-jour) | Dates (mois-jour) | Tournoi                                             | Lieu       | Site                                           | Cat. | Vainqueur          | Finaliste         | Score | Référence |
| 05-07             | 05-10             | Open de Vienne                                      | Vienne     | 15 Reds Köö Wien Snooker Club                  | P/A  | Peter Ebdon        | Mark King         | 5-3   | [ 2 ]     |
| 06-15             | 06-21             | Coupe du monde                                      | Wuxi       | Wuxi City Sports Park Stadium                  | TE   | Chine              | Écosse            | 4-1   |           |
| 06-29             | 07-05             | Open d'Australie                                    | Bendigo    | Bendigo Stadium                                | C    | John Higgins       | Martin Gould      | 9-8   | [ 3 ]     |
| 07-15             | 07-19             | Pink Ribbon                                         | Gloucester | The Capital Venue                              | P/A  | Ronnie O'Sullivan  | Darryn Walker     | 4-2   | [ 4 ]     |
| 07-29             | 08-02             | Open de Riga                                        | Riga       | Arena Riga                                     | M    | Barry Hawkins      | Tom Ford          | 4-1   |           |
| 08-26             | 08-30             | Classique Paul Hunter                               | Fürth      | Stadthalle                                     | M    | Ali Carter         | Shaun Murphy      | 4-3   |           |
| 09-07             | 09-12             | Championnat du monde à six billes rouges            | Bangkok    | Fashion Island Shopping Mall                   | A    | Thepchaiya Un-Nooh | Liang Wenbo       | 8-2   |           |
| 09-14             | 09-20             | Masters de Shanghai                                 | Shanghai   | Shanghai Grand Stage                           | C    | Kyren Wilson       | Judd Trump        | 10-9  |           |
| 10-07             | 10-11             | Open de la Ruhr                                     | Mülheim    | RWE-Sporthalle                                 | M    | Rory McLeod        | Tian Pengfei      | 4-2   | [ 5 ]     |
| 06-19             | 06-23             | Open de Haining                                     | Haining    | Haining Sports Center                          | M    | Ding Junhui        | Ricky Walden      | 4-3   |           |
| 10-25             | 11-01             | Championnat international                           | Daqing     | Baihu Media Broadcasting Centre                | C    | John Higgins       | David Gilbert     | 10-5  |           |
| 11-04             | 11-08             | Open de Bulgarie                                    | Sofia      | Universiada Hall                               | M    | Mark Allen         | Ryan Day          | 4-0   |           |
| 11-10             | 11-15             | Champion des champions                              | Coventry   | Ricoh Arena                                    | NC   | Neil Robertson     | Mark Allen        | 10-5  |           |
| 10-16             | 10-21             | Tournoi qualificatif à la coupe générale            | Hong Kong  | General Snooker Club                           | NC   | Zhang Anda         | Cao Yupeng        | 5-4   |           |
| 10-11             | 10-14             | Coupe générale                                      | Hong Kong  | General Snooker Club                           | NC   | Marco Fu           | Mark Williams     | 7-3   |           |
| 11-24             | 12-06             | Championnat du Royaume-Uni                          | York       | Barbican Centre                                | C    | Neil Robertson     | Liang Wenbo       | 10-5  | [ 6 ]     |
| 12-09             | 12-13             | Open de Gibraltar                                   | Gibraltar  | Tercentenary Sports Hall                       | M    | Marco Fu           | Michael White     | 4-1   |           |
| 01-02             | 01-05             | Open des trois rois                                 | Rankweil   | Patricks Candian Taverne                       | P/A  | Tony Drago         | Brian Cini        | 5-1   |           |
| 01-10             | 01-17             | Masters                                             | Londres    | Alexandra Palace                               | NC   | Ronnie O'Sullivan  | Barry Hawkins     | 10-1  |           |
| 01-30             | 01-31             | Championnat du monde seniors                        | Preston    | Preston Guild Hall                             | TS   | Mark Davis         | Darren Morgan     | 2-1   |           |
| 02-03             | 02-07             | Masters d'Allemagne                                 | Berlin     | Tempodrom                                      | C    | Martin Gould       | Luca Brecel       | 9-5   |           |
| 02-12             | 02-14             | Snooker Shoot-Out                                   | Reading    | Hexagon Theatre                                | NC   | Robin Hull         | Luca Brecel       | 1-0   |           |
| 02-15             | 02-21             | Open du pays de Galles                              | Cardiff    | Motorpoint Arena                               | C    | Ronnie O'Sullivan  | Neil Robertson    | 9-5   |           |
| 02-23             | 02-28             | Open de Gdynia                                      | Gdynia     | Gdynia Sports Arena                            | M    | Mark Selby         | Martin Gould      | 4-1   |           |
| 01-04             | 03-03             | Championnat de la ligue                             | Stock      | Crondon Park Golf Club                         | NC   | Judd Trump         | Ronnie O'Sullivan | 3-2   |           |
| 03-08             | 03-13             | Grand Prix mondial                                  | Llandudno  | Venue Cymru                                    | C    | Shaun Murphy       | Stuart Bingham    | 10-9  |           |
| 03-22             | 03-27             | Championnat du circuit des joueurs (épreuve finale) | Manchester | EventCity                                      | C    | Mark Allen         | Ricky Walden      | 10-6  |           |
| 03-28             | 04-03             | Open de Chine                                       | Pékin      | Gymnase des étudiants de l'université de Pékin | C    | Judd Trump         | Ricky Walden      | 10-4  |           |
| 04-16             | 05-02             | Championnat du monde                                | Sheffield  | Crucible Theatre                               | C    | Mark Selby         | Ding Junhui       | 18-14 | [ 7 ]     |

## Attribution des points
Points attribués lors des épreuves comptant pour le classement mondial :
| Tournoi / Joueurs (nombre)                          | 144 | 128 | 96  | 80   | 64   | 48   | 32    | 16    | Quart de finalistes | Demi-finalistes | Finaliste | Vainqueur |
| Épreuve classée mineure du circuit asiatique        | –   | 0   | –   | –    | 400  | –    | 800   | 1300  | 1750                | 3500            | 6500      | 13500     |
| Épreuves classées mineures du circuit européen      | –   | 0   | –   | –    | 525  | –    | 900   | 1725  | 3000                | 4500            | 9000      | 18750     |
| Championnat du circuit des joueurs (épreuve finale) | –   | –   | –   | –    | –    | –    | 4000  | 7000  | 12500               | 20000           | 38000     | 100000    |
| Open d'Australie                                    | –   | 0   | 250 | –    | 500  | 1000 | 4500  | 6000  | 8500                | 10000           | 16000     | 37500     |
| Masters de Shanghai                                 | –   | 0   | 500 | –    | 2000 | 3000 | 6000  | 8000  | 12000               | 19500           | 35000     | 85000     |
| Championnat international                           | –   | 0   | –   | –    | 4000 | –    | 7000  | 12000 | 17500               | 30000           | 65000     | 125000    |
| Championnat du Royaume-Uni                          | –   | 0   | –   | –    | 4000 | –    | 9000  | 12000 | 20000               | 30000           | 70000     | 150000    |
| Masters d'Allemagne                                 | –   | 0   | –   | –    | 1500 | –    | 3000  | 3750  | 7500                | 15000           | 26250     | 60000     |
| Open du pays de Galles                              | –   | 0   | –   | –    | 2000 | –    | 3000  | 5000  | 10000               | 20000           | 30000     | 60000     |
| Open mondial                                        | –   | –   | –   | –    | –    | –    | 2500  | 5000  | 10000               | 20000           | 35000     | 100000    |
| Open de Chine                                       | –   | 0   | –   | –    | 4000 | –    | 6500  | 8000  | 12500               | 21000           | 35000     | 85000     |
| Championnat du monde                                | 0   | –   | –   | 6600 | –    | 9900 | 13250 | 22000 | 33000               | 66000           | 137500    | 330000    |

## Classement mondialen début et fin de saison

### Après lechampionnat du monde 2015
| Rang | Évol.         | Joueur            | Points  |
| 1    | en stagnation | Mark Selby        | 760 382 |
| 2    | 6             | Stuart Bingham    | 608 028 |
| 3    | 1             | Neil Robertson    | 602 693 |
| 4    | 1             | Ding Junhui       | 592 100 |
| 5    | 34            | Ronnie O'Sullivan | 465 866 |
| 6    | 1             | Shaun Murphy      | 457 499 |
| 7    | en stagnation | Judd Trump        | 395 832 |
| 8    | 4             | Barry Hawkins     | 381 433 |
| 9    | 4             | Joe Perry         | 358 723 |
| 10   | 1             | Ricky Walden      | 318 171 |
| 11   | 5             | Marco Fu          | 315 566 |
| 12   | 2             | Mark Allen        | 314 500 |
| 13   | 2             | John Higgins      | 284 000 |
| 14   | 4             | Mark Williams     | 246 233 |
| 15   | 2             | Stephen Maguire   | 200 966 |
| 16   | en stagnation | Robert Milkins    | 187 660 |

### Après lechampionnat du monde 2016
| Rang | Évol.         | Joueur            | Points  |
| 1    | en stagnation | Mark Selby        | 680 041 |
| 2    | en stagnation | Stuart Bingham    | 586 720 |
| 3    | 4             | Judd Trump        | 453 166 |
| 4    | 2             | Shaun Murphy      | 450 058 |
| 5    | 2             | Neil Robertson    | 406 360 |
| 6    | 7             | John Higgins      | 400 925 |
| 7    | 5             | Mark Allen        | 392 700 |
| 8    | 2             | Ricky Walden      | 324 752 |
| 9    | 5             | Ding Junhui       | 314 925 |
| 10   | 5             | Ronnie O'Sullivan | 296 250 |
| 11   | 2             | Joe Perry         | 290 083 |
| 12   | 1             | Marco Fu          | 253 241 |
| 13   | 1             | Mark Williams     | 237 375 |
| 14   | 6             | Barry Hawkins     | 228 025 |
| 15   | 11            | Martin Gould      | 217 759 |
| 16   | 40            | Kyren Wilson      | 195 899 |